# Мироненки (деревня)
Мироненки (бел. Міроненкі; до 12 июля 1965 года — Многоверш) — деревня в Калинковичском районе Гомельской области Беларуси. В составе Липовского сельсовета.
Названа в память Героя Советского Союза И. А. Мироненко.

## География

### Расположение
В 47 км на северо-восток от Калинкович, 7 км от железнодорожной станции Холодники (на линии Жлобин — Калинковичи), 158 км от Гомеля.

### Гидрография
На севере мелиоративные каналы.

## Транспортная сеть
Транспортные связи по просёлочной, затем автомобильной дороге Гомель — Лунинец. Планировка состоит из длинной прямолинейной улицы, ориентированной с юго-запада на северо-восток. Застройка двусторонняя деревянная усадебного типа. Для переселенцев из Чернобыльской зоны в 1988 году построены кирпичные дома на 50 семей (в настоящее время, многие заброшены, нежилые).

## История
По письменным источникам известна с XVIII века как деревня в Мозырском повете Минского воеводства Великого княжества Литовского. После 2-го раздела Речи Посполитой (1793 год) в составе Российской империи. В 1834 году в составе поместья «Липов», принадлежащего Горватам. В 1879 году обозначена в Липовском церковном приходе. Согласно переписи 1897 года действовал хлебозапасный магазин. В 1908 году в Карповичской волости Речицкого уезда Минской губернии.
В 1931 году организован колхоз "Новое Многовершье". В 1935 году в деревенской школе 64 ученика. Во время Великой Отечественной войны в боях за деревню и окрестности погибли 185 советских солдат и партизан, в их числе Герой Советского Союза И. А. Мироненко (похоронены в братской могиле в центре деревни). На фронтах и в партизанской борьбе погибли 157 жителей. Согласно переписи 1969 году центр колхоза имени С. М. Кирова, размещались мельница, лесопилка, 9-летняя школа, библиотека, отделение связи, фельдшерско-акушерский пункт, детский сад.

## Население

### Численность
- 2004 год — 158 хозяйств, 429 жителей.

### Динамика
- 1795 год — 17 дворов.
- 1834 год — 32 двора, 141 житель.
- 1897 год — 232 жителя (согласно переписи).
- 1908 год — 62 двора, 340 жителей.
- 1959 год — 404 жителя (согласно переписи).
- 2004 год — 158 хозяйств, 429 жителей.